# 堀保子
堀 保子（ほり やすこ、1883年（明治16年） - 1924年（大正13年）3月17日）は、明治・大正時代の社会運動家。大杉栄の内妻。本名大杉やす。

## 生涯

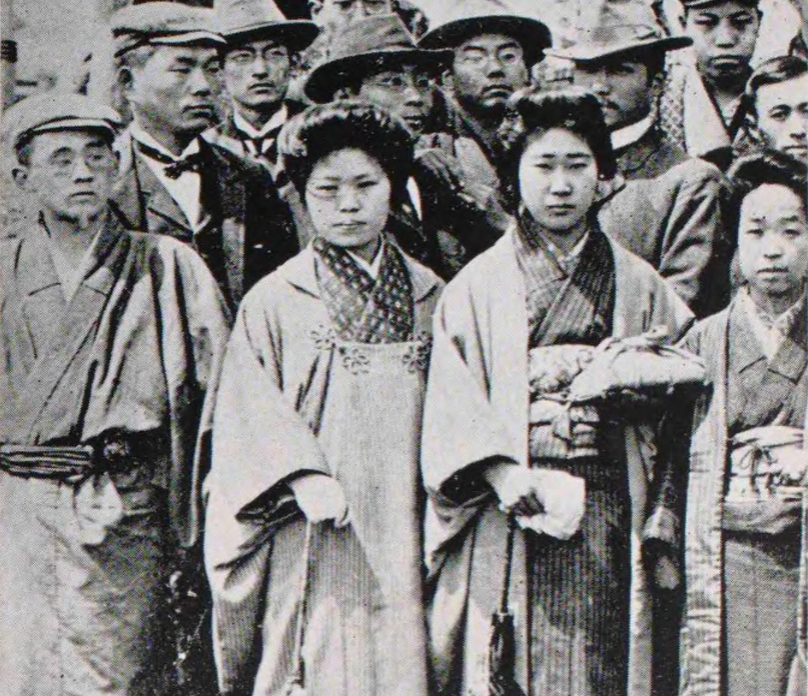
前列左から遠藤友四郎、管野スガ、荒畑才子、堀保子（1907年4月25日）

文学者堀成之（紫山）の妹、堺利彦の死別した先夫人美知の妹として生まれる。出戻りとなって麹町の堺利彦の家に世話になる。荒畑寒村もそこに居候していた。
1906（明治39）年6月、そこに電車賃値上げ反対運動に参加し凶徒嘯聚罪容疑で東京監獄に収容されていた大杉栄が深尾韶とともに保釈され、転がり込んでくる。まず深尾が保子を好きになり保子と婚約したが、そこに大杉が割り込んでくる。保子は「大杉と別れるまで」で大杉との結婚（同年9月）のいきさつを次のように書いている。
「当時、大杉は同志の間に有為な青年として望みを託され、殊に電車事件の被告で保釈中という身の上でしたから私も深い同情を以て迎えていましたが、何分年下ではありすぐに承諾する気にはなれませんでした。しかし、大杉が余り迫ってきますので、遂に結婚したような次第です」
大杉は着ている浴衣の裾に火をつけ「どうだ」と言い焼身自殺をすると脅して求婚した。大杉には同棲していた年上の未亡人がいたのだが、保子が仲に立って手を切らせた。
保子と大杉は入籍せずに市ヶ谷田町に新居を構える。大杉は定収がなかったため保子の『家庭雑誌』編集の収入を主たる生活費とする。大杉も傍らでフランス語とエスペラント語の教授を始める。大杉が逮捕投獄されるたびに、保子は外国から取り寄せたりした書物を差し入れる。
日蔭茶屋事件の2ヶ月後の1917（大正6）年1月、大杉と離婚。1921（大正10）年4月には近藤真柄、九津見房子らによって結成された赤瀾会の会員となり、年長会員として活躍する。
1924（大正13）年3月17日、腎臓炎のため死去。

## 評価
- 管野スガ「姉妹のように睦しい女」
- 九津見房子「訪ねてご飯をごちそうになり着物をいただいたり、江戸ッ子気質の女」